# Вестфальське королівство
51°19′ пн. ш. 9°30′ сх. д. / 51.31° пн. ш. 9.5° сх. д.
Вестфальське королівство (фр. Royaume de Westphalie; нім. Königreich Westphalen) — клієнтська держава Першої французької імперії, яка існувала з 1807 по 1813 рік на території сучасної Німеччини. Столицею держави був Кассель (зараз — федеральна земля Нижня Саксонія).

## Історія
Створене 18 серпня 1807 року декретом Наполеона Бонапарта на німецьких землях між Рейном та Ельбою, серед яких зокрема було чимало пруських земель, які Франція отримала за умовами Тільзітського миру.
Вестфальське королівство було маріонетковою державою Французької імперії і входило до Рейнського союзу. Королем у ньому Наполеон поставив свого молодшого брата Жерома. 7 грудня 1807 новий король дарував Вестфалії конституцію за французьким зразком — усі чоловіки одержали рівні права, скасовувалось кріпацтво, євреїв було урівняно з іншими громадянами.
Наполеон наклав на Вестфалію значну контрибуцію, також місцеві жителі за свій рахунок утримували французькі гарнізони. Така політика привела до народного невдоволення, яке вилилось у відкрите повстання 1809 року, коли Наполеон розпочав нову війну з Австрією. Також згідно вимог імператора Вестфальське королівство повинно було виставляти 30 000 солдат у його військових кампаніях. У 1812 році 24 000 вестфальців взяли участь у російському поході Наполеона, де більшість із них загинули.
У вересні 1813 року столиця королівства, місто Кассель було зайняте російськими військами, які заявили про ліквідацію королівства. Жером Бонапарт спробував відновити свою владу, проте не мав успіху. Остаточно доля Вестфалії була вирішена у Лейпцизькій битві (16-19 жовтня 1813 року), в якій французькі війська зазнали поразки і змушені були відступити з Німеччини.